# Машинобудівний завод імені М. І. Калініна

ПАТ «Машинобудівний завод імені М. І. Калініна» (МЗІК, ЗІК) — радянське/російське промислове підприємство — виробник військової техніки. Входить до ВАТ «Концерн ППО „Алмаз-Антей“» .

## Історія
10 липня 1866 утворена гарматна майстерня у м. Санкт-Петербург, перша російська майстерня для нарізної артилерії.

1882 рік — майстерня перетворюється на завод.

1914 рік — завод отримує назву Петроградський. Випуск великокаліберної і зенітної артилерії.

1919 рік — завод евакуйовується до Підмосков'я, у селище Підлипки.

1922 рік — завод отримує ім'я М. І. Калініна.

1928 рік — завод отримує найменування Завод № 8 імені М. І. Калініна.

1930 рік — розроблено артилерійські системи середніх калібрів.

1939 рік — розроблена 85-міліметрова гармата, за створення якої завод отримав орден В. І. Леніна.

1941 рік — у жовтні завод евакуйований до м. Свердловськ, у грудні 1941 року перші виготовлені на заводі гармати пішли на фронт. За роки війни завод випустив більше 20 000 гармат. За внесок заводу в забезпечення розгрому нацистських військ завод нагороджений Орденами Трудового Червоного Прапора (у 1941 році) і Вітчизняної Війни I ступеня (в 1945 році).

1957рік — завод припиняє випуск ствольної артилерії і переходить до випуску зенітних керованих ракет. 

1960 рік — збитий американський літак-розвідник У2 ракетою 13Д, виготовленою на Заводі № 8. 

1960—1991 р — створення нових зразків зброї. Виробництво ракет і пускових установок для Військово-Повітряних сил, Сухопутних військ, ВМФ СРСР. Освоєння випуску малогабаритних навантажувачів. 

1992—2006 г. — збереження і відновлення розробки і виробництва продукції військового і цивільного призначення.

2002 рік — початок реформування підприємства.

## Основні акціонери

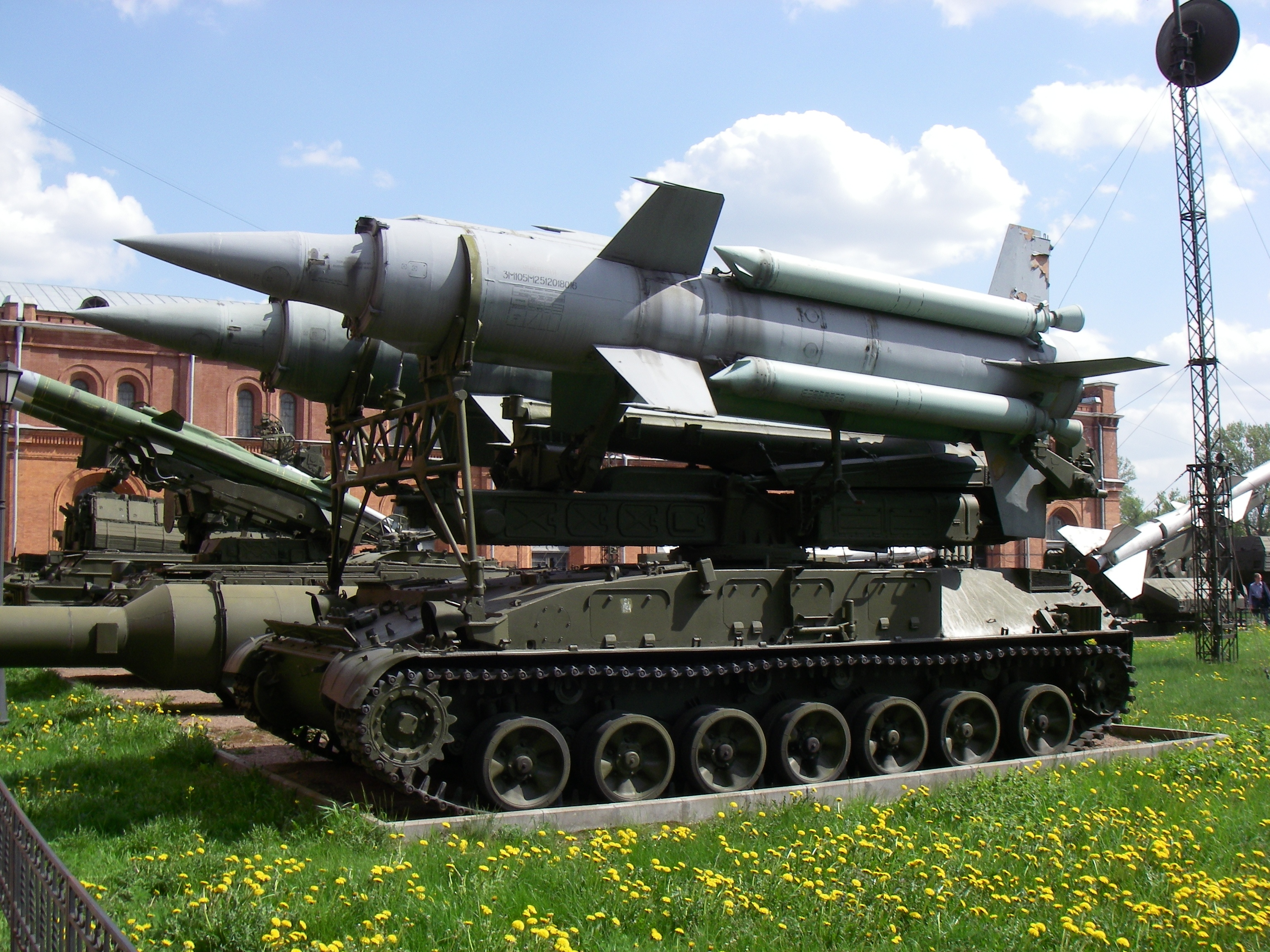
ЗРК «Круг»

- Товариство з обмеженою відповідальністю «Вагран» — 9,4 % статутного капіталу і 11,4 % звичайних акцій.
- Відкрите акціонерне товариство «Концерн ППО „Алмаз-Антей“» — 51,8 % статутного капіталу і 64,50 % звичайних акцій[3] .

## Продукція

### Цивільна
- Комунальна вакуумна тротуароприбиральна машина МК-1500М2[4]

- Комунальна вакуумна тротуароприбиральна машина МК2000[5]

- Електричні навантажувачі серії МР-20[6]

- Електричні навантажувачі ЕП-103КАС (знятий з виробництва)

- Платформою для оператора ЕТ-2054[7]

### Військова
- Бойові засоби зенітно-ракетної системи С-300В ;
- Бойові засоби зенітно-ракетного комплексу «БУК-M1» ;
- Бойові засоби ЗРК «Круг» (вироблялися в 60-ті — 70-ті роки);
- Бойові засоби ЗРК «Куб» (вироблялися в 60-ті — 70-ті роки).

## Нагороди
- Орден Леніна (16.01.1939) — за виняткові заслуги перед країною в справі озброєння РККА, створення і освоєння нових зразків озброєння
- Орден Трудового Червоного Прапора (12.05.1941)
- Орден Вітчизняної війни I ступеня (09.07.1945)[8]
- Орден Жовтневої Революції (24.02.1976)

## Галерея

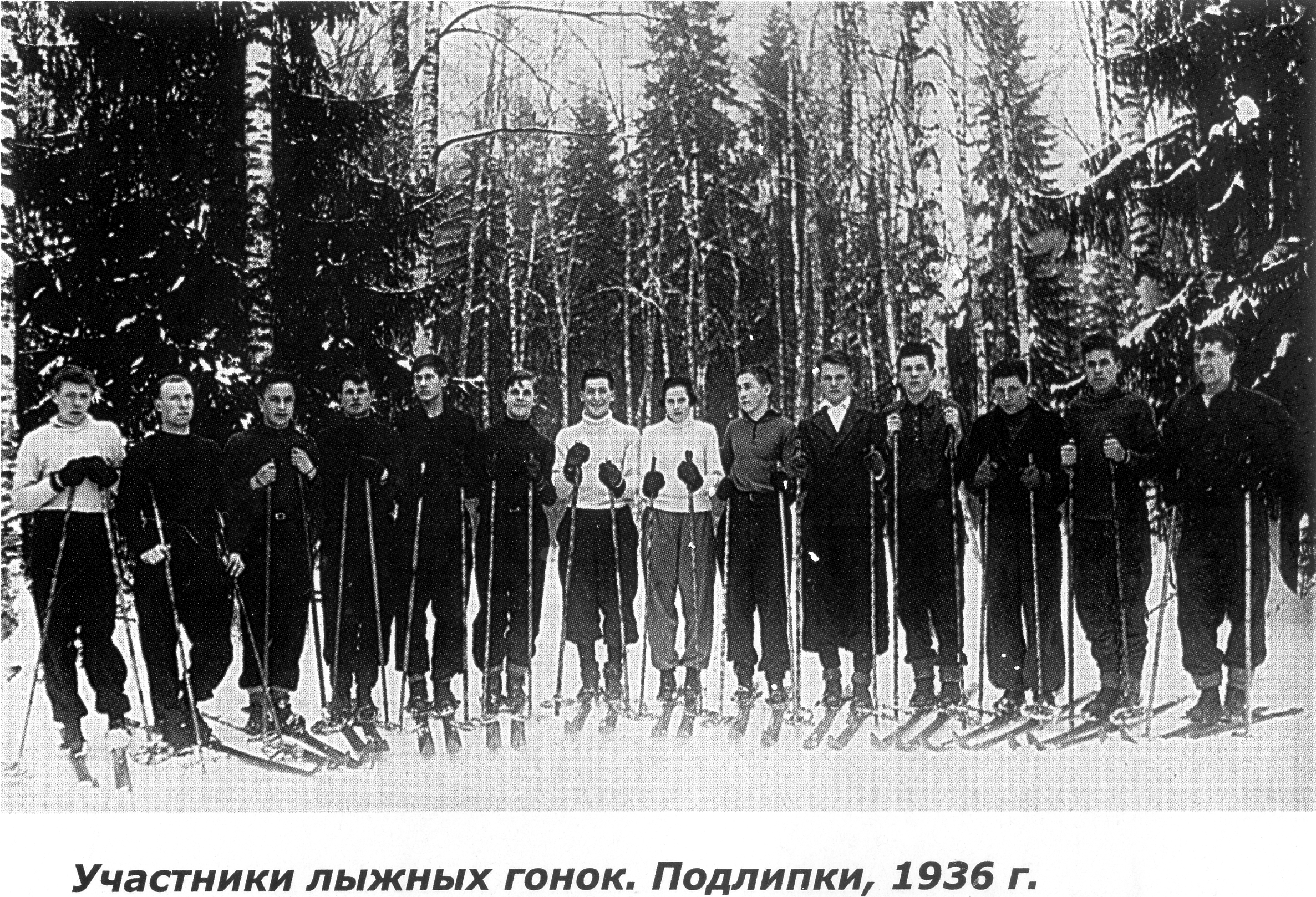
Учасники лижних гонок. Підлипки, 1936
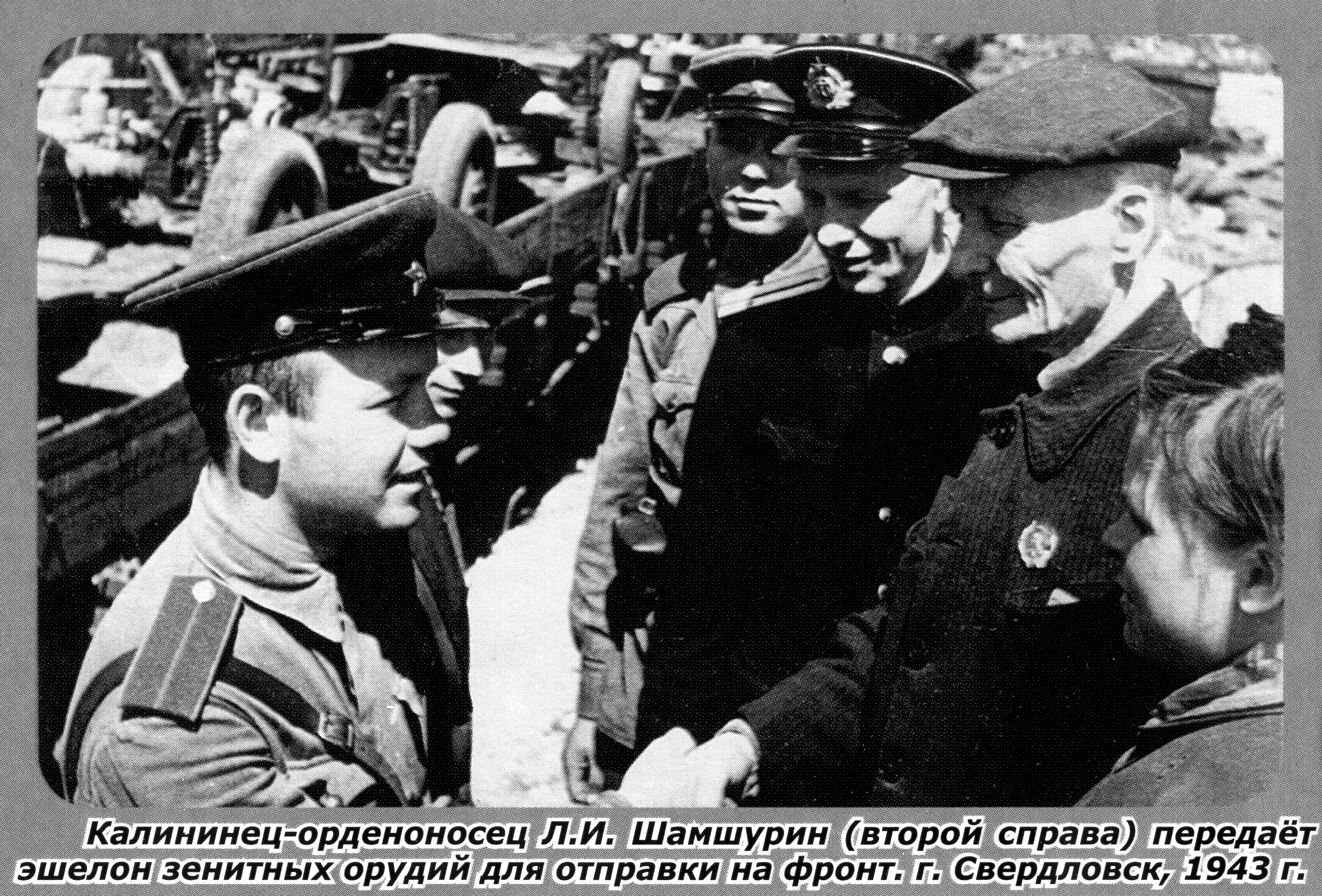
Відправка зенітних гармат на фронт. Свердловськ, 1943
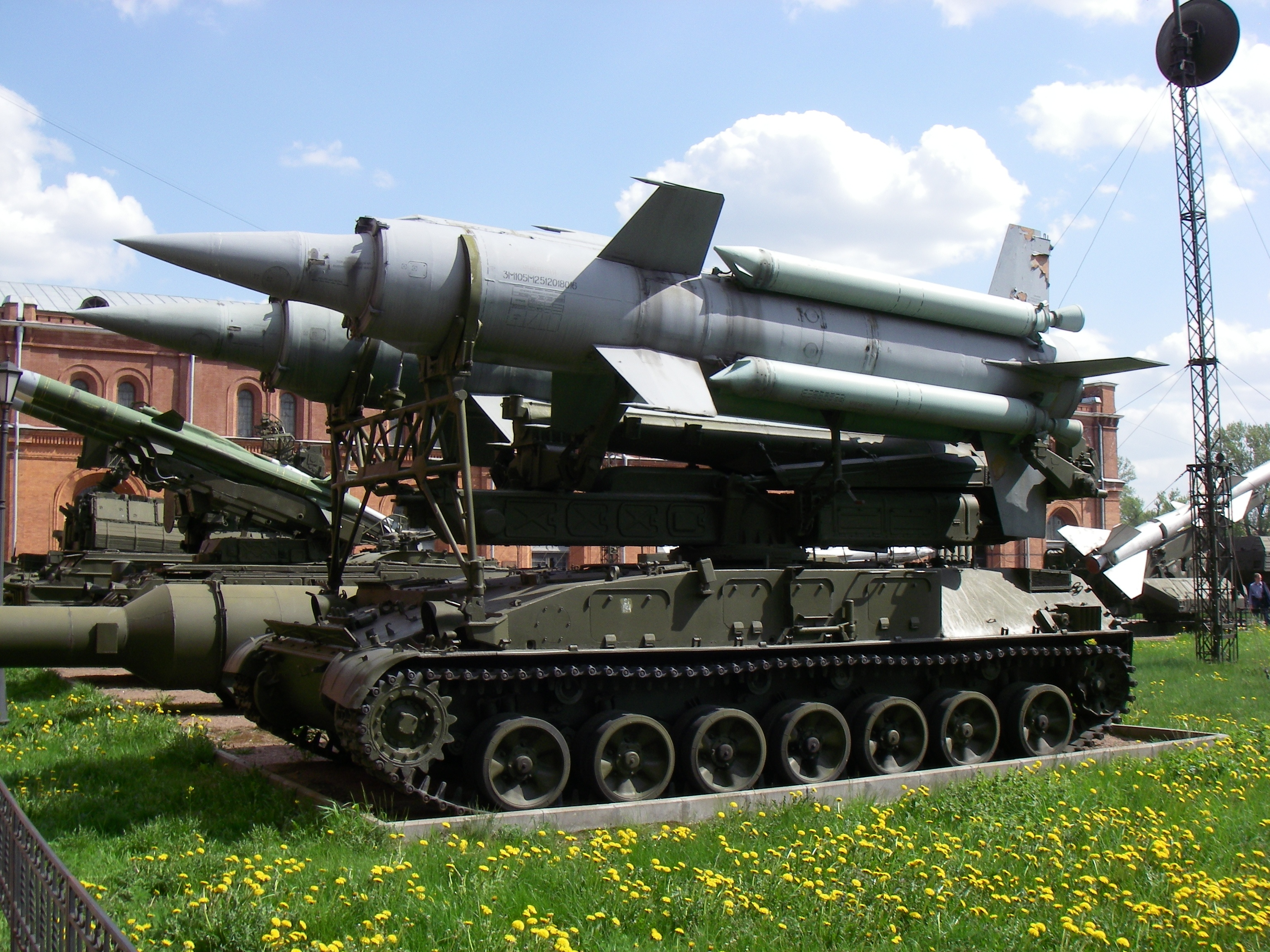
ЗРК «Круг» в Артилерійському музеї Санкт-Петербурга
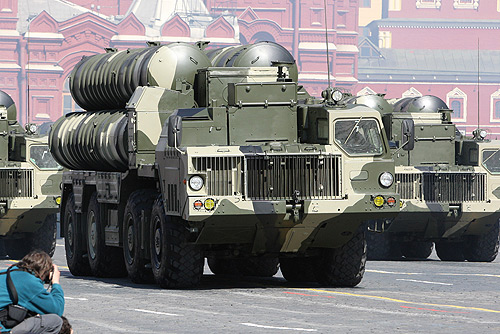
С-300 «Фаворит»
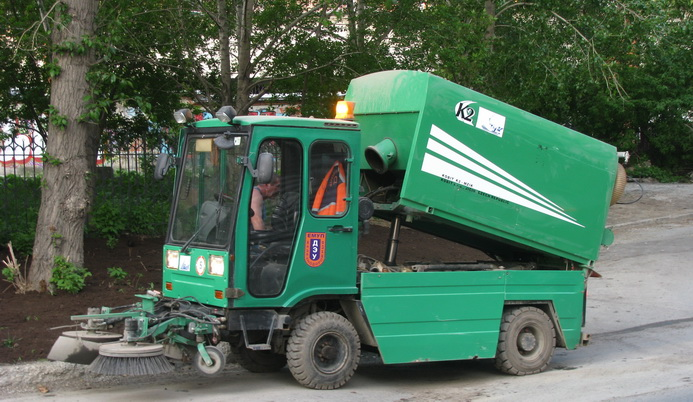
Комунальна машина виробництва ЗІК